# Anse-aux-Pins FC
El Anse-aux-Pins FC fue un equipo de fútbol de Seychelles que alguna vez jugó en el Campeonato seychelense de fútbol, el torneo de fútbol más importante del país.

## Historia
Fue fundado en el año 1982 en la localidad de Anse-aux-Pines durante el periodo de Regionalización en el fútbol de Seychelles. Nunca ganó un título del Campeonato seychelense de fútbol, aunque ganó 2 títulos de copa.
A nivel internacional participó en un torneo continental, en la Recopa Africana 1990, en la que fue eliminado en la primera ronda por el Pamba de Tanzania.
El club desapareció en el año 1993, año en el que acabó el periodo de Regionalización en el fútbol de Seychelles, en donde el club se dividió en el Red Star Anse-aux-Pines y el St Michel United FC, ambos clubes como entidades separadas.

## Palmarés
- Copa de Seychelles: 2

1991, 1993

## Participación en competiciones de la CAF
| Temporada | Torneo          | Ronda | Club  | Casa | Visita | Global |
| --------- | --------------- | ----- | ----- | ---- | ------ | ------ |
| 1990      | Recopa Africana | 1     | Pamba | 0-5  | 1-12   | 1-17   |